# AEW TBS Championship
Het AEW TBS Championship is een vrouwelijk professioneel worstelkampioenschap dat geproduceerd werd en eigendom is van de Amerikaanse worstelorganisatie All Elite Wrestling (AEW). Het kampioenschap wordt vernoemd naar Amerikaanse kabel-televisiezender TBS, omdat het programma AEW Dynamite vanaf 5 januari 2022 daarop uitgezonden wordt. Het is de secundaire kampioenschap voor de vrouwelijke divisie van de organisatie.

## Geschiedenis
In maart 2020 werd het AEW TNT Championship onthuld, een secundair kampioenschap voor de mannelijke divisie van AEW. In mei 2021 werd er aangekondigd dat AEW Dynamite verschoven wordt naar TNT's zusterkanaal TBS in januari 2022, terwijl Rampage op TNT blijft. Men dacht dat het kampioenschap hernoemd zou worden, maar dat bleek niet zo te zijn. EVP en worstelaar Cody Rhodes bevestigde dat het kampioenschap niet hernoemd zou worden en dat er geen plannen waren voor een TBS Championship voor de mannen. Daarentegen werd er later onthuld door de promotie dat er een tweede vrouwelijke kampioenschap komt genaamd AEW TBS Championship.
Voorafgaand aan de aflevering van Dynamite op 6 oktober 2021, kondigde AEW president en CEO Tony Khan aan, dat er een grote aankondiging gaat komen op de show. Tijdens de aflevering onthulden Tony Schiavone en scheidsrechter Aubrey Edwards officieel het AEW TBS Championship als een secundair kampioenschap voor de vrouwelijke worstelaars. Om de inaugurele TBS Champion te kronen, houdt AEW een toernooi. Het toernooischema werd onthuld in de aflevering van Rampage van 22 oktober 2021. Het toernooi begon op 23 oktober in de aflevering van Dynamite en zal eindigen in de aflevering van 5 januari 2022, de eerste uitzending van de show op TBS.

## Titelgeschiedenis
| Nr. | Kampioen | Datum          | # | Stad   | Evenement | Opmerkingen |
| --- | -------- | -------------- | - | ------ | --------- | ----------- |
| 1   | N.T.B    | 5 januari 2022 | 1 | N.T.B. | Dynamite  |             |